# Ipse dixit

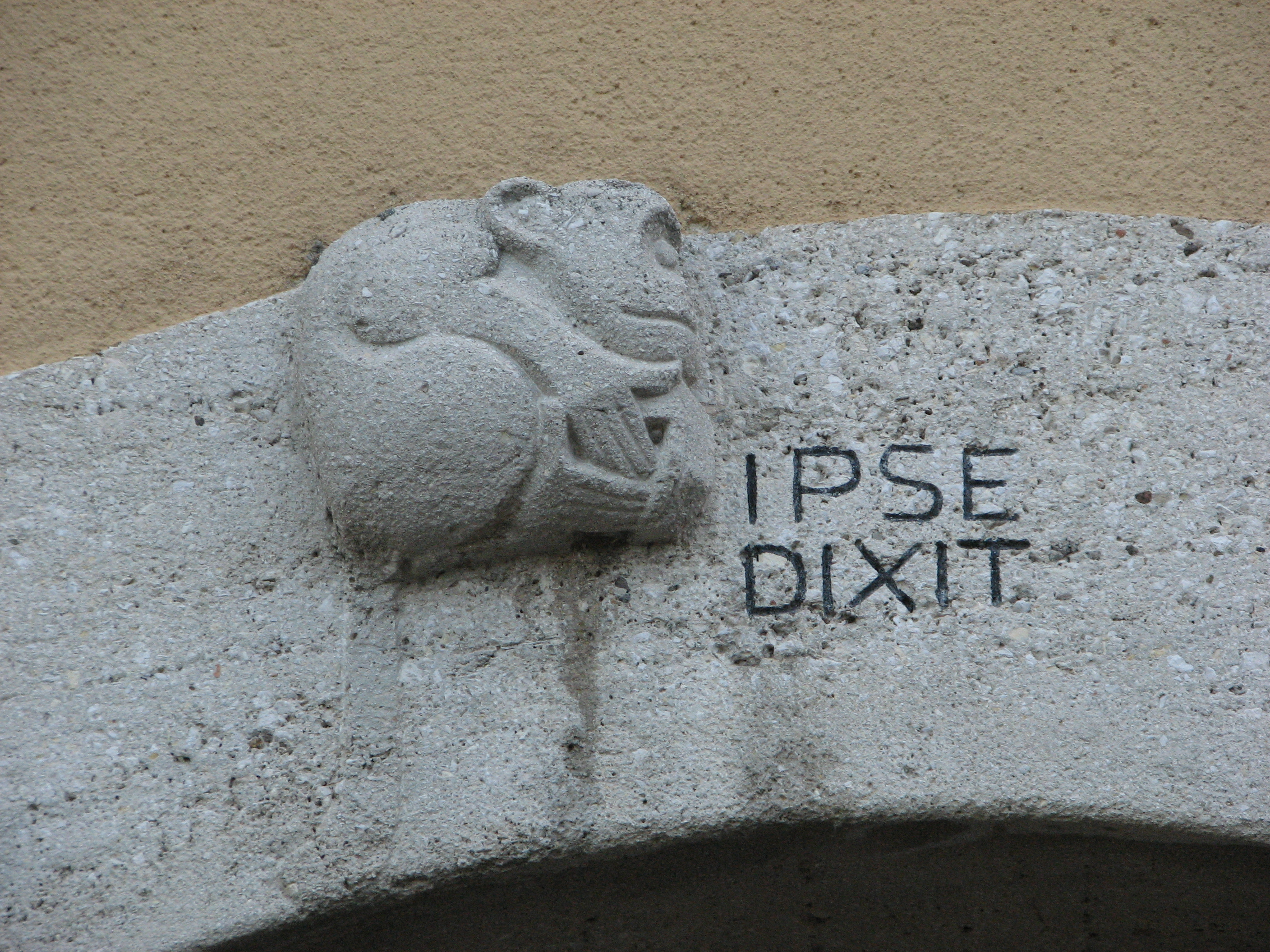
Apenfiguur boven de toegangspoort van Gymnasium Alpenstrasse in het Zwitserse Biel/Bienne

Ipse dixit (Latijn voor ´Hij heeft het zelf gezegd´, Oudgrieks: autós epha) is een fraseologische benaming van een autoriteitsargument. Volgens Marcus Tullius Cicero beriepen de leerlingen van Pythagoras zich met deze woorden op uitspraken van hun leraar, zonder dat zij zelf argumenten aandroegen.